# Borová (Hradec Králové)
Borová är en ort i Tjeckien. Den ligger i den nordöstra delen av landet, 130 km öster om huvudstaden Prag. Borová ligger 615 meter över havet och antalet invånare är 177.
Terrängen runt Borová är kuperad, och sluttar västerut. Runt Borová är det ganska tätbefolkat, med 60 invånare per kvadratkilometer. Närmaste större samhälle är Náchod, 7,4 km nordväst om Borová. I omgivningarna runt Borová växer i huvudsak blandskog.